# Донгак, Эдуард Люндупович
Эдуард Люндупович Донгак  (1 марта 1941 — 16 сентября 2008) — прозаик, публицист, драматург.

## Биография
Донгак Эдуард Люндупович родился 1 марта 1941 года в селе Торгалыг Овюрского хошуна Тувинской Народной Республики. Окончил Торгалыгскую среднюю школу, Кызылское педагогическое училище. Учился Высшей партийной школе ЦК КПСС в г. Хабаровске. Работал учителем, начальником Госстраха Тес-Хемского района, журналистом газет «Шын», «Тыванын аныяктары», радиожурналистом, литературным консультантом Союза писателей, редактором Тувинского книжного издательства.
Отец трех сыновей.

## Творчество
Литературной деятельностью начал заниматься с 1965 года. Автор книг: «Далекое эхо», 1978, «Рассказы охотника Чолдак-Анчы», 1982, «Старые стойбища», 1983, «Маралье заклинание»,1986…….Э.Донгак в своих произведениях осуждает такие проблемы, как пьянство, нарушение народных нравственных традиций. Всегда стремился ставить злободневные вопросы современной жизни. Считал долгом истинного писателя рассказывать о «суровой правде» жизни, давать современникам уроки нравственности. Занимался переводами. Его в переводах рассказы А. Чехова, М.Зощенко, Н. Гоголя.
Он — составитель сборников одноактных пьес «Чалым-Хая» (1984), книги очерков «Алдар-ат — ажыл-иште» (Почет по труду, 1988). Был членом Союза журналистов СССР, Союза писателей России (1993).

## Награды и звания
- заслуженный работник культуры Республики Тыва (2001)
- медаль «100-летие со дня рождения М. А. Шолохова» (2005)

## Основные публикации
- «Далекое эхо»: рассказы, 1978
- "Рассказы охотника Чолдак-Анчы: рассказы, 1982
- Старые стойбища: роман, 1983
- Маралье заклинание: роман,1986
- Убегая от тени: повести, рассказы, 1990
- Тайны Буренской степи: повесть, 1990
- Когда увижу Кодээлей: рассказы, 1992
- Я вернулся из ада: повесть, рассказы, 1997
- Мальчики из Кулузун-Шынаа: рассказы, 2006
- Письма к чертям: повесть, 2006

## Пьеса
- Казнь судьбы: трагедия, 1995

## Переводы
Чехов А. Хамелеон; Эмин эрттирипкен; Мезил; Хомудалдар дептери…Книга жалоб: рассказ русских писателей.